# Opération Grenade
Seconde Guerre mondiale
Batailles
Campagne d'Allemagne de 1945
- Blackcock
- Veritable
- Blockbuster
- Grenade
- Lumberjack
  - Remagen
- Undertone
- Traversée du Rhin
- Varsity
- Poche de la Ruhr
- Francfort
- Wurtzbourg
- Cassel
- Heilbronn
- Friesoythe
- Nuremberg
- Hambourg
- Amherst
- Archway
- Château d'Itter

Front d’Europe de l’Ouest
Front d’Europe de l’Est
Campagnes d'Afrique, du Moyen-Orient et de Méditerranée
Bataille de l’Atlantique
Guerre du Pacifique
Guerre sino-japonaise
L’opération Grenade est une opération américaine de la fin de la Seconde Guerre mondiale en février 1945 contre la Wehrmacht. 
Elle est menée parallèlement à l'opération Veritable anglo-britannique plus au nord qui constitue l'aile centrale de l'offensive, Grenade n'étant que le mouvement sud de la prise en tenaille.

## Déroulement de l'opération

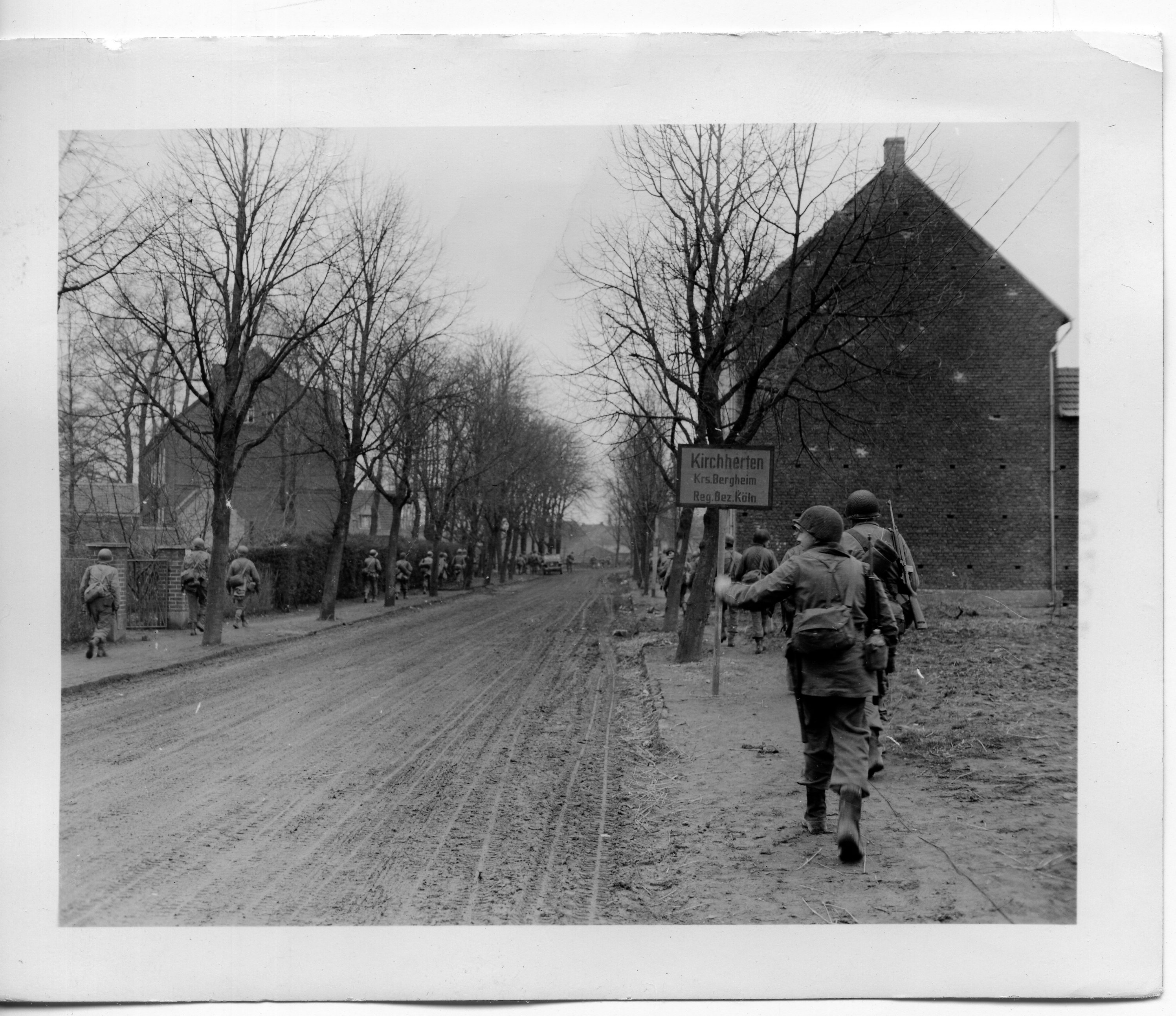
30ème régiment d'infanterie de la 9ème armée des Etats-Unis, le 27 février 1945 lors de leur progression à travers la baie de Cologne

Elle a été menée par la IXe armée américaine et par le 21e Groupe d'armées de Bernard Montgomery en février 1945 avec pour objectif de traverser la Roer et d'établir une jonction avec la Ire armée canadienne progressant à partir de Nimègue aux Pays-Bas dans le cadre de l'opération Veritable.
Elle débute le 8 février afin de soutenir l'offensive canadienne en Allemagne. Toutefois, la destruction des barrages en amont par les Allemands met un frein à l'opération. Cette manœuvre est anticipée par le 12e Groupe d'armées du général Omar Bradley qui parvient à capturer plusieurs barrages à temps avant leur inondation.
Pendant les deux semaines suivantes, les combats continuent, Adolf Hitler refusant à Gerd von Rundstedt toute retraite derrière le Rhin. La IXe armée américaine est finalement en mesure de traverser le Rhin le 23 février. 

## Conséquences
Les troupes allemandes sont alors encerclées dans la poche de la Ruhr et 300 000 soldats sont faits prisonniers.